# Prinz-Georg-Straße 9
Das Wohnhaus Prinz-Georg-Straße 9 in Düsseldorf-Pempelfort ist ein denkmalgeschütztes Gebäude.

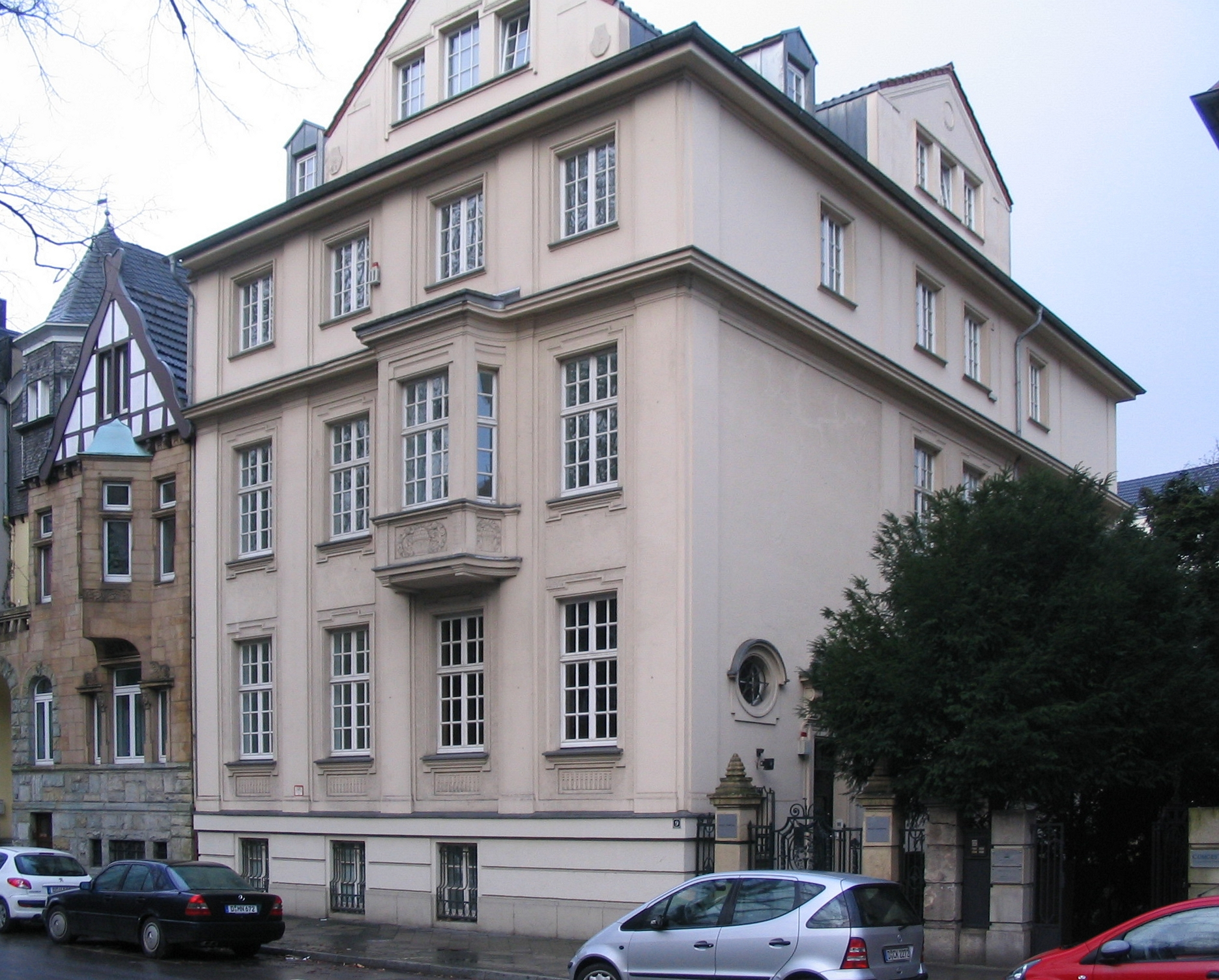
Prinz-Georg-Straße 9 (2012)

## Beschreibung

### Geschichte
Im Jahre 1907 wurde das Gebäude nach Entwürfen des Architekten Thilo Schneider erbaut. Das kriegszerstörte Dachgeschoss wurde Ende der 1980er Jahre in Anlehnung an das ursprüngliche Erscheinungsbild wiederhergestellt. Am 14. April 1986 wurde das Gebäude unter Denkmalschutz gestellt.

### Architektur
Das Gebäude wird dem Deutschen Werkbund zugeordnet. Architektonische Details dabei sind die Lisenengliederung, die profilierten Fenstereinfassungen, der Erker, die Okuli sowie die wertvolle Innenausstattung mit Treppenhalle, Holzvertäfelungen, Schnitzereien, Kamin und Marmorverkleidung:

„(…) Straßenseitig gliedern vier Achsen die Fassade des heute dreigeschossigen Hauses. Der hohe, horizontal gegliederte Sockel hat drei Fenster. Darüber folgt eine Lisenengliederung. Alle Fenster haben profilierte Einfassungen. Ein Erker mit ornamentierten Brüstungen akzentuiert die zweite Achse von rechts. Zwei Eingänge erschließen die Nordfassade. Über dem Linken und links daneben belichten Okuli die Fassade. Die Fassade ist ansonsten bis auf vier Fenster geschlossen. Vor die Rückseite tritt ein Vorbau mit Austritt. Das Haus hat eine großzügige Treppenhalle mit Galerie. Holzvertäfelungen und Schnitzereien, Kamin und Marmorverkleidung im Eingangsbereich zeugen von der qualitätvollen Ausstattung.“

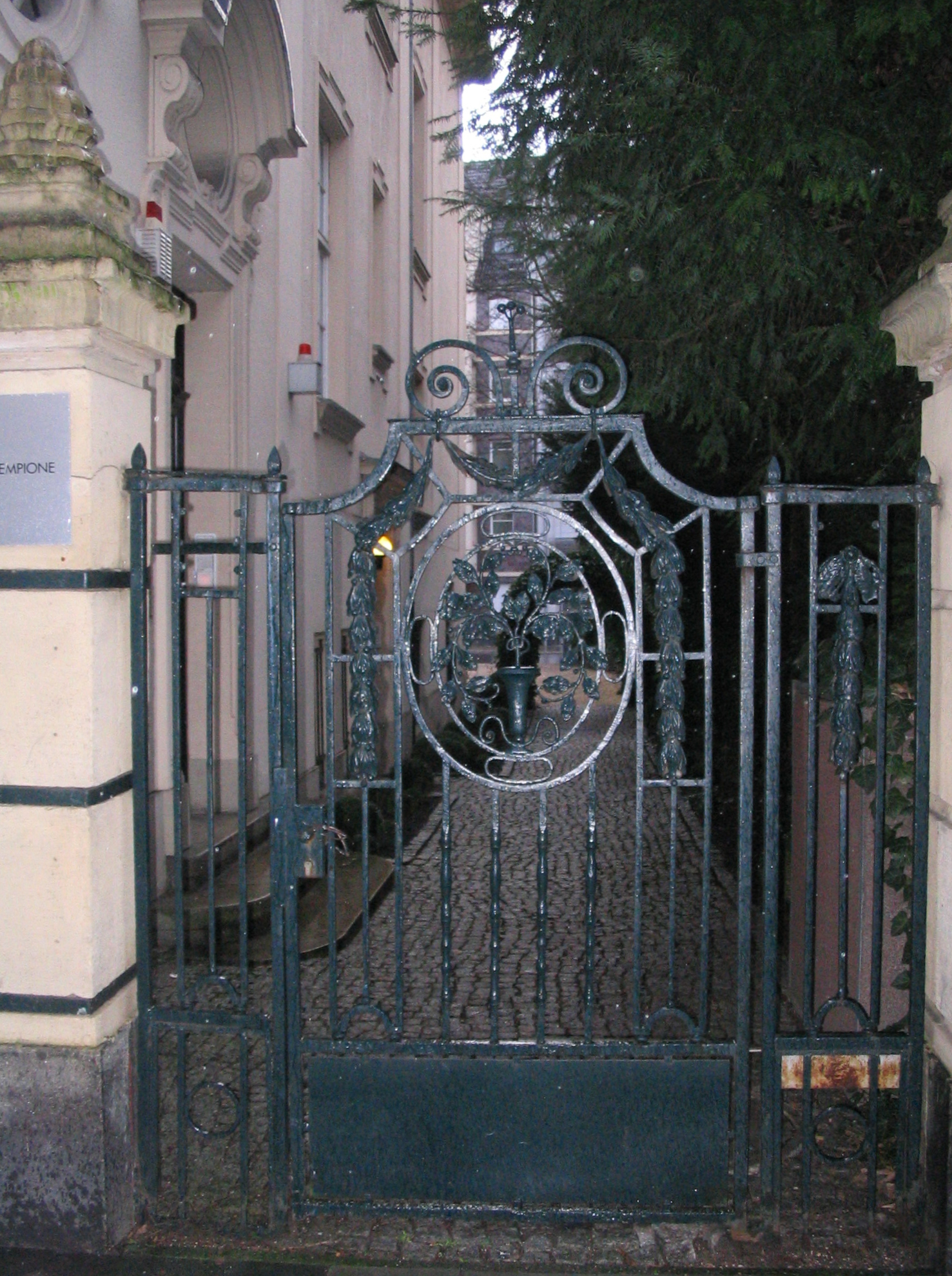
Grundstückseingang
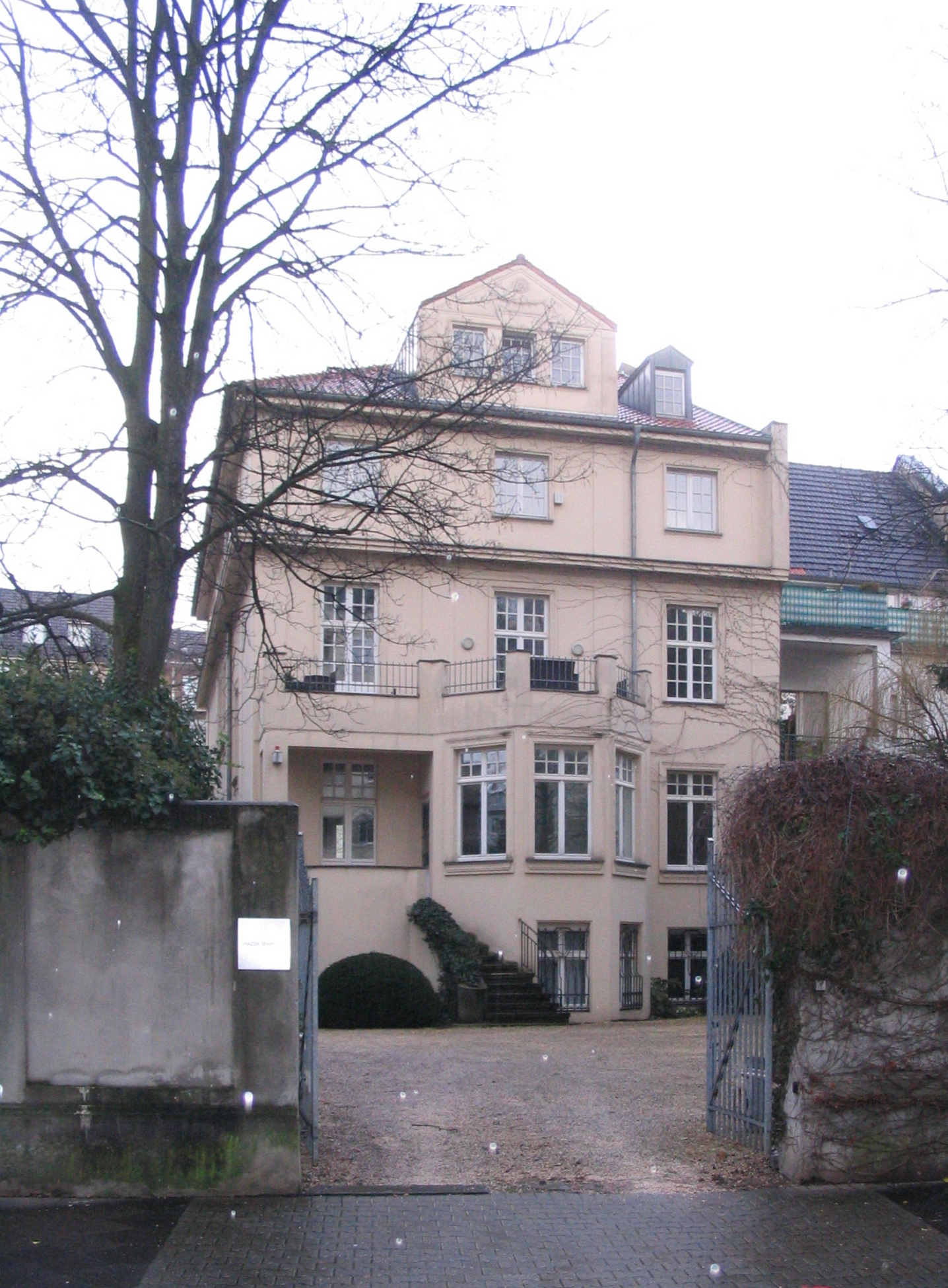
Rückfront